# محوطه دیزگاه ۱
محوطه دیزگاه ۱ مربوط به دوران پیش از تاریخ ایران باستان تا دوران‌های تاریخی پس از اسلام است و در شهرستان طوالش، بخش مرکزی، روستای دیزگاه واقع شده و این اثر در تاریخ ۱۱ شهریور ۱۳۸۲ با شمارهٔ ثبت ۹۹۲۱ به‌عنوان یکی از آثار ملی ایران به ثبت رسیده است.